# پرچم شهروندی
پرچم شهروندی یا پرچم مدنی نسخه‌ای از پرچم ملی است که توسط شهروندان غیرنظامی بر فراز ساختمان‌ها، قایق‌ها و کشتی‌های سازمان‌های غیرحکومتی افراشته می‌شود. به‌کارگیری پرچم‌های شهروندی در گذشته رایج‌تر بوده‌است تا نشان دهد که بناها و کشتی‌ها خالی از نیروهای نظامی است.
در برخی کشورها پرچم شهروندی با پرچم دولتی و نظامی یکسان است اما فاقد نشان کشور است از جمله در مورد پرو، اسپانیا و صربستان. در برخی دیگر از کشورها پرچم شهروندی دگرگشتهٔ پرچم نظامی است. در گروهی دیگر از کشورها، پرچم‌های دولتی، شهروندی و نظامی کاملاً یکسان اند.
پرچم‌های شهروندی معمولاً طراحی ساده‌تری دارند و نشان‌های پیچیده در آن‌ها وجود ندارد به این منظور که آماده‌سازی آن‌ها برای شهروندان آسان‌تر باشد.

## نمونه‌های پرچم شهروندی

آندورا
بولیوی
کاستاریکا
اکوادور
السالوادور
گواتمالا
هائیتی
پرو
سان مارینو
صربستان
اسپانیا
ونزوئلا

## در ایران
در ایران پیش از انقلاب سال ۵۷، سه پرچم دولتی، پرچم شهروندی (که پرچم ملی خوانده می‌شد) و پرچم نظامی وجود داشت. پس از انقلاب به صورت رسمی از یک پرچم استفاده می‌شود.

۴:۷ پرچم ایران با نشان شیر و خورشید

۴:۷ پرچم شهروندی (ملی) ایران (بدون نشان شیر و خورشید)

۴:۷ پرچم نظامی ایران پیش از انقلاب ۵۷

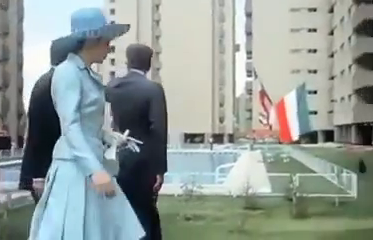
پرچم شهروندی ایران (که در آن زمان پرچم ملی خوانده می‌شد) افراشته در سال ۱۳۵۰ در زمان افتتاح ساختمان‌های بهجت‌آباد تهران با حضور شاه و شهبانو

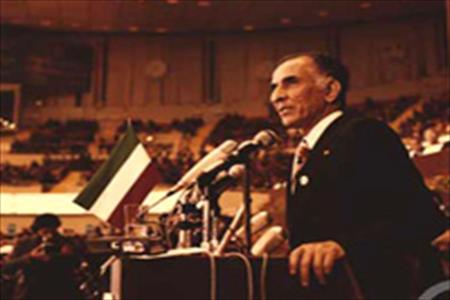
جمشید آموزگار دبیرکل حزب رستاخیز در گردهمایی این حزب به همراه پرچم بدون شیر و خورشید